# 松岡隼人
松岡 隼人（まつおか はやと、1977年（昭和52年）7月24日 - ）は、日本の政治家。熊本県人吉市長（3期）。元人吉市議会議員（2期）。

## 来歴
熊本県人吉市出身。人吉市立人吉西小学校、人吉市立第二中学校、熊本県立人吉高等学校、熊本大学教育学部卒業。
2007年（平成19年）、人吉市議会議員選挙に立候補し初当選。2011年（平成23年）に再選。
2015年（平成27年）4月26日に行われた人吉市長選挙に出馬。約33億円の巨費が見込まれる市本庁舎の新築移転計画に関して「子どもたちの将来に負担となる計画は看過できない」と白紙撤回を公約に掲げ、現職の田中信孝ら2候補を相手に戦い初当選した。5月1日、第10代目市長に就任。選挙の結果は以下のとおり。
※当日有権者数：27,539人 最終投票率：74.90%（前回比：-4.62pts）
| 候補者名 | 年齢 | 所属党派 | 新旧別 | 得票数   | 得票率 | 推薦・支持 |
| -------- | ---- | -------- | ------ | -------- | ------ | ---------- |
| 松岡隼人 | 37   | 無所属   | 新     | 10,401票 | 50.96% |            |
| 田中信孝 | 67   | 無所属   | 現     | 9,793票  | 47.98% |            |
| 長友清冨 | 65   | 無所属   | 新     | 215票    | 1.05%  |            |

2019年（平成31年）4月の統一地方選挙で元職の田中信孝を再び破り、2期目の当選を果たした。
2023年（令和5年）4月の統一地方選挙で元職の田中信孝らを3度破り、3期目の当選を果たした。

## 人物
- 龍馬プロジェクト に参加しており、首長会メンバーに名を連ねる[8]。